# KkStB 397 sorozat
A kkStB 397 sorozat egy szertartályosgőzmozdony-sorozat volt az osztrák császári és Királyi Osztrák Államvasutaknál (k.k. Staatsbahnen Österreichs, kkStB), amely mozdonyok eredetileg a Bozen-Meraner Bahn-tól (BMB) és a Böhmische Commercialbahnen-től (BCB) származtak.
A BMB (egy db) és a BCB (hat db) mozdonyt vásárolt 1881 és 1882-ben ezekből a háromcsatlós szertartályos gépekből, melyek belsőkeretesek és külső vezérlésűek voltak.
A BNB mozdony 1906-ban, a BCB mozdonyok 1909-1910-ben lettek államosítva és a kkStB 397 sorozatba beosztva.
Az első világháború utána a megmaradt négy mozdony a Csehszlovák Államvasutakhoz került a ĊSD 310.2 sorozatba. 1930-ig selejtezték őket.

## Fordítás
- Ez a szócikk részben vagy egészben  a   kkStB 397 című német Wikipédia-szócikk fordításán alapul.  Az eredeti cikk szerkesztőit annak laptörténete sorolja fel. Ez a jelzés csupán a megfogalmazás eredetét és a szerzői jogokat jelzi, nem szolgál a cikkben szereplő információk forrásmegjelöléseként.